# Mercat de la Vall d'Hebron
El mercat de la Vall d'Hebron, oficialment de la Vall d'Hebron - Taxonera, (o Teixonera), és un edifici situat al passeig de la Vall d'Hebron, 130-134, al barri de la Teixonera de Barcelona.

## Història

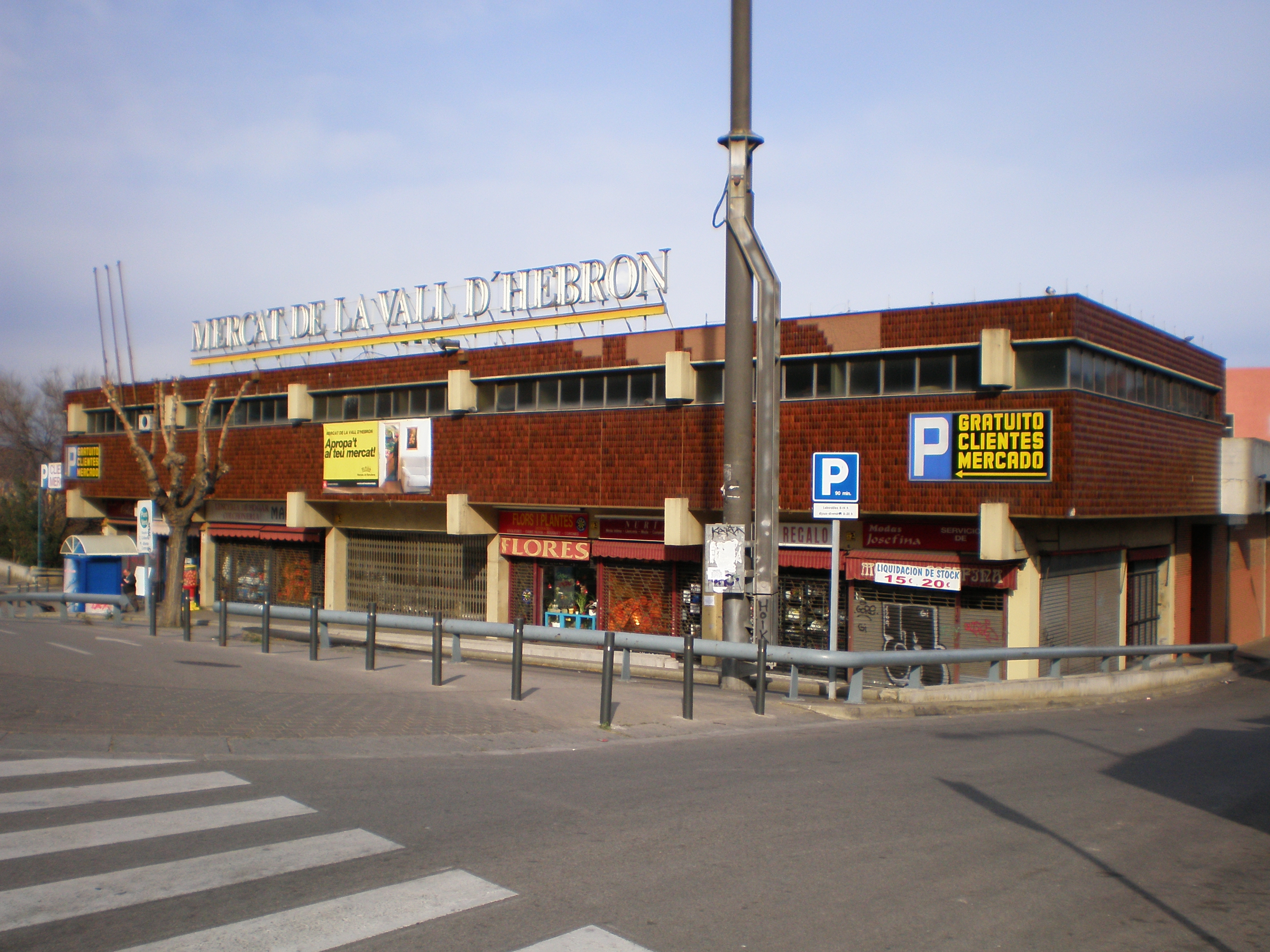
Aspecte original del mercat

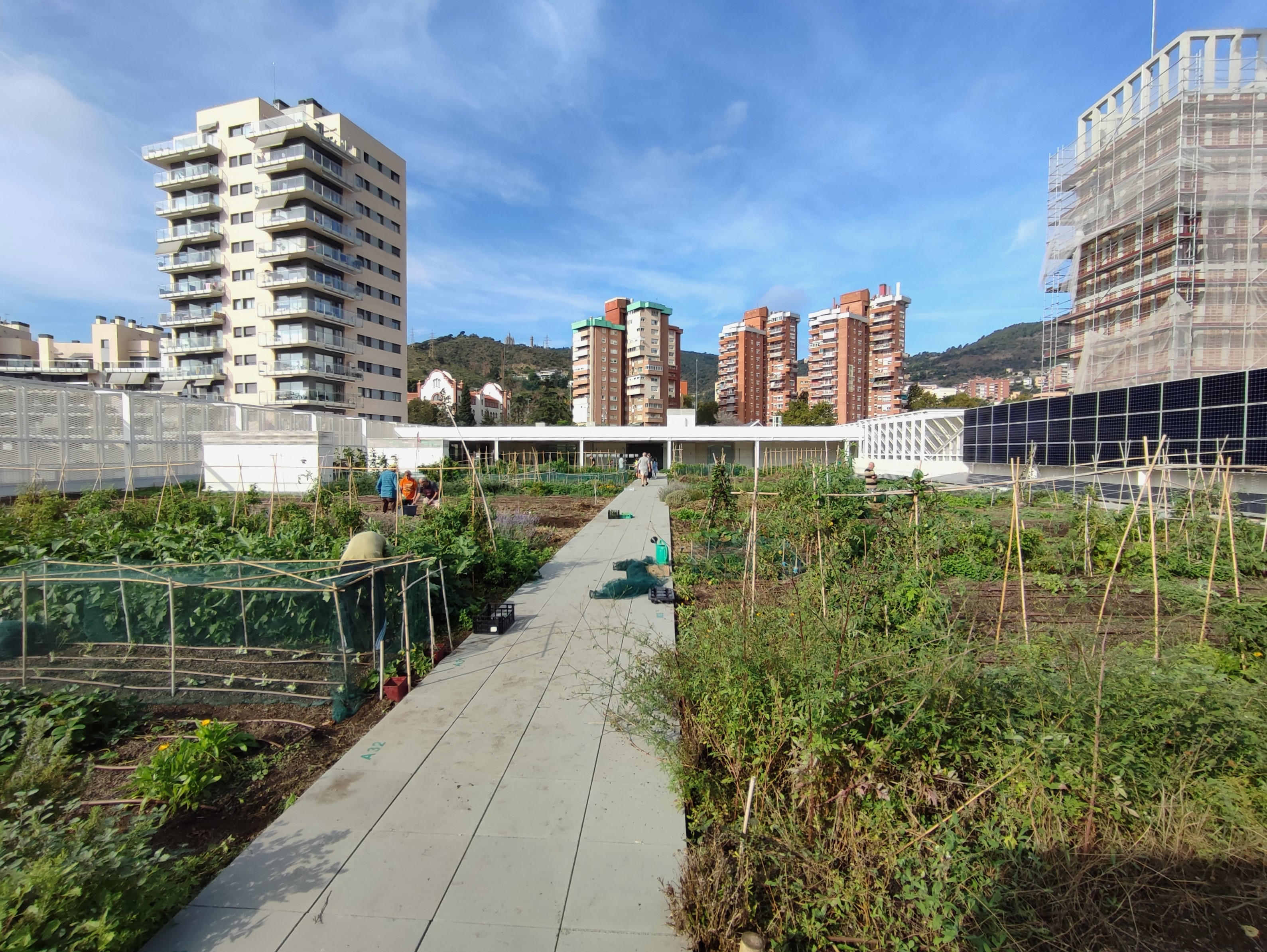
L'hort a la coberta del mercat

El 4 d'agost de 1966, l'Ajuntament de Barcelona en va aprovar la construcció, amb el nom de mercat de Montbau, però el juliol de 1967, quan es va adjudicar l'obra, es canvià el nom per Taxonera, i va ser inaugurat el 1969 amb el nom de Vall d'Hebron. Va ser construït al llit del barranc de Figuerola, part del torrent de la Font del Bacallà, que es va reblir de terres i aplanar.

### Remodelació
Amb el pas dels anys, el mercat va quedar obsolet, i a més, l'entrada de vehicles a l'aparcament es creuava amb l'accés de vianants. L'Ajuntament primer havia pensat construir-ne un de nou a La Llosa (un enorme espai de formigó sobre les cotxeres del metro), situada a l'altre banda del carrer de Coll i Alentorn, però el 2011 va decidir reformar-lo. El 2016 el projecte fpu adjudicat a l'arquitecte Jordi Badia i Rodríguez, del grup BAAS Arquitectura, que va proposar nous accessos rodats que no entressin en conflicte amb els vianants, un nou ascensor per permetre l'accessibilitat des del barri del Carmel i la transformació del carrer de Trueba en un passeig pacificat; la zona de descàrrega existent a la part del darrere es va traslladar a un nivell inferior, ampliant així la superfície del mercat; es reforçà l'estructura per a instal·lar un autoservei; es va enderrocar la lluerna de la coberta i se'n va construir una de nova a la qual es va afegir un gran hort urbà; es va envoltar el conjunt amb una nova pell en forma de malla. Les obres van començar el febrer de 2017 i van acabar el 2019.

## Descripció
L'edifici originalment ocupava una superfície de 5.400 m², amb una superfície edificada d'11.000 m², estructura de formigó armat, i un acabat de rajoles ceràmiques de color marró. Tenia 173 parades i 9 botigues exteriors. Els dos soterranis tenien capacitat per a 250 vehicles. Amb la reforma es va modificar l'accés de vehicles, les comunicacions verticals d'escales i ascensors, al soterrani primer s'hi instal·là un autoservei, i a la planta coberta es construí un gran hort urbà.

## L'Hort del Mercat
El 2021 entrà en servei l'hort urbà de la coberta, de 1.750 m², el més gran a l'estat en una coberta d'edifici. La cooperativa Tarpuna s'encarrega de la gestió de l'hort, amb una trentena d'usuaris que, amb reg per degoteig i adobs orgànics, conreen diferents hortalisses, de les quals se'n queden una petita part i la resta es destina a famílies amb vulnerabilitat econòmica. S'hi ofereixen tallers i formacions, així com un espai de compostatge comunitari.